# Calyptopsis kadleci
Calyptopsis kadleci (лат.) — вид жуков-чернотелок рода Calyptopsis из трибы Tentyriini (Pimeliinae). Вид назван в честь известного чешского энтомолога Станислава Кадлеца (Stanislav Kadlec), который собрал типовые экземпляры.

## Распространение
Иран (провинция Лурестан).

## Описание
Жуки длиной около 1 см. Новый вид наиболее сходен с C. pulchella по умеренно плотной пунктировке головы, состоящей из умеренно грубых круглых пунктур, и в поперечном пронотуме, но отличается по пунктировке мезовентрита, который образован поперечными, грубыми морщинками в центре и круглыми ямками на боковых сторонах (у C. pulchella pulchella мезовентрит покрыт округлыми скобовидными ямками). Вид был впервые описан в 2019 году российскими энтомологами Светланой Николаевной Чиграй (Волобоевой) и Евгением Васильевичем Абакумовым (Санкт-Петербургский государственный университет, Санкт-Петербург).